# Selección de balonmano de Argelia
La Selección de balonmano de Argelia es el equipo formado por jugadores de nacionalidad argelina que representa a la Federación Argelina de Balonmano en las competiciones internacionales organizadas por la Federación Internacional de Balonmano (IHF) o el Comité Olímpico Internacional (COI). Tiene en sus vitrinas seis campeonatos de África, conquistados en 1981, 1983, 1985, 1987, 1989, y 1996.

## Historial

### Juegos Olímpicos
- 1936 - No participó
- 1972 - No participó
- 1976 - No participó
- 1980 - 10.ª plaza
- 1984 - 12.ª plaza
- 1988 - 10.ª plaza
- 1992 - No participó
- 1996 - 10.ª plaza
- 2000 - No participó
- 2004 - No participó
- 2008 - No participó
- 2012 - No participó
- 2016 - No participó

### Campeonatos del Mundo
- 1938 - No participó
- 1954 - No participó
- 1958 - No participó
- 1961 - No participó
- 1964 - No participó
- 1967 - No participó
- 1970 - No participó
- 1974 - 15.ª plaza
- 1978 - No participó
- 1982 - 16.ª plaza
- 1986 - 16.ª plaza
- 1990 - 16.ª plaza
- 1993 - No participó
- 1995 - 16.ª plaza
- 1997 - 17.ª plaza
- 1999 - 15.ª plaza
- 2001 - 13.ª plaza
- 2003 - 18.ª plaza
- 2005 - 17.ª plaza
- 2007 - No participó
- 2009 - 19.ª plaza
- 2011 - 15.ª plaza
- 2013 - 17.ª plaza
- 2015 - 24ª plaza
- 2017 - No participó

### Campeonatos de África
- 1974 - No participó
- 1976 -  Subcampeona
- 1979 -  Tercera
- 1981 -  Campeona
- 1983 -  Campeona
- 1985 -  Campeona
- 1987 -  Campeona
- 1989 -  Campeona
- 1991 -  Subcampeona
- 1992 -  Tercera
- 1994 -  Subcampeona
- 1996 -  Campeona
- 1998 -  Subcampeona
- 2000 -  Subcampeona
- 2002 -  Subcampeona
- 2004 - 4.ª plaza
- 2006 - 5.ª plaza
- 2008 -  Tercera
- 2010 -  Tercera
- 2012 -  Subcampeona
- 2014 -  Campeona
- 2016 - 4.ª plaza
- 2018 - 6.ª plaza
- 2020 -  Tercera
- 2022 - 5.ª plaza
- 2024 -  Subcampeona